# 天津日本语中央学院
天津日本语中央学院，是歷史上位於中國天津的一所日語教育機構:76，于1932年11月设立，前身为日本语教习所，在天津日租界宫岛街(今和平区鞍山道)28号，举办人为财团法人是天津日本文化协会:10:76。

## 历史
1932年11月，出渊中次、藤江真文在天津日租界内创办日本语教习所，在市内有三个分支机构:376。
1944年，在日本语教习所的基础上成立了天津日本语中央学院。1945年，日本战败后，天津日本语中央学院停办，已有毕业生约1.6万人:76。